# Göran Stake
Göran Stake, död 18 maj 1593, var en svensk hovfunktionär och slottsloven.

## Biografi
Göran Stake var son till fogden Mauritz Stake och Anna Göransdotter (Forsstenasläkten). Han  var 1580 kammartjänare hos kung Johan III och 1583 kammarsven hos kungen. Stake blev 1588 slottsloven på Vadstena slott med ny fullmakt 12 augusti 1589. Han avled 1593 och begravdes i Medelplana gamla kyrka.

### Egendom
Stake ägde Råbäck i Medelplana socken och Valloxsäby i Östuna socken, som han fick genom sitt gifte.

### Familj
Stake gifte sig 1589 med hovmästarinnan Carin Kyle (död 1623), dotter till riddaren, riksrådet och ståthållaren Hans Kyle på Stockholms slott och friherrinnan Anna Oxenstierna. De fick tillsammans barnen Märta Stake och hovmarskalken Hans Stake (död 1624).